# Pocomoke City
Pocomoke City è un comune degli Stati Uniti d'America, nella contea di Worcester nello Stato del Maryland.